# Вокзальная (станция метро, Харьков)
«Вокзальная» (укр. Вокзальна,  (слушать)о файле) — станция Харьковского метрополитена на Холодногорско-Заводской линии. Расположена между станциями «Холодная Гора» и «Центральный рынок». Названа по главному железнодорожному вокзалу города, от которого отправляются поезда дальнего и пригородного сообщения.

## Месторасположение
Станция расположена в западной части города.
Будучи второй станцией на первой линии метро, обслуживает жителей жилых массивов (Залопань и других), формируемых на месте многоэтажной застройки. Возле выходов из станции расположены конечные остановки маршрутных такси, троллейбусного маршрута № 11 и трамвайных маршрутов № 1, 3, 5, 6, 7, 12, 20, а также множество магазинов.

## История
Станция открыта в составе первого пускового участка Харьковского метрополитена и введена в эксплуатацию 23 августа 1975 года.
26 апреля 2024 года по указу Харьковского городского совета была переименована в «Вокзальную».

## Конструкция
Станция пилонного типа, трёхсводчатая, глубокого заложения. Ко входам примыкает один вестибюль. Выход в вестибюль оборудован четырьмя эскалаторами типа ЛТ-4.

## Пересадка на наземный транспорт
Станция имеет прямую пересадку к терминалу вокзала «Харьков-Пассажирский». Имеется пересадка на трамвайные маршруты № 1, 3, 6 и 7.